# Cispius tanganus
Cispius tanganus là một loài nhện trong họ Pisauridae.
Loài này thuộc chi Cispius. Cispius tanganus được Carl Friedrich Roewer miêu tả năm 1955.